# Grazer Waggon- & Maschinen-Fabriks-Aktiengesellschaft
Grazer Waggon- & Maschinen-Fabriks-Aktiengesellschaft vorm. Joh. Weitzer byla rakouská firma ze Štýrského Hradce (německy Graz) zabývající se strojírenstvím, především dopravním. Společnost vyráběla nákladní železniční vozy, elektrické vozy a tramvaje.

## Historie

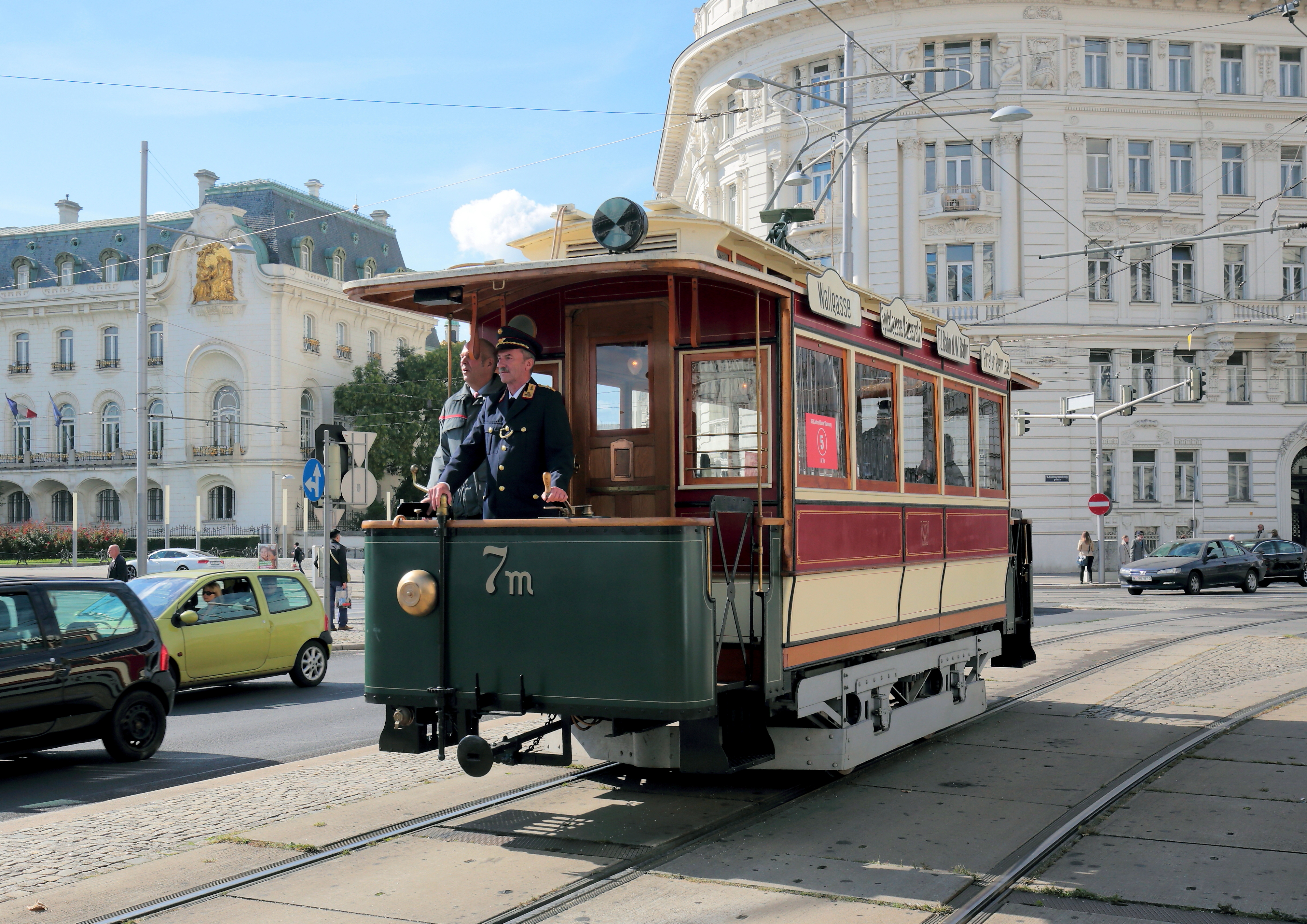
Vídeňská historická tramvaj vyrobená v roce 1896 ve štýrskohradecké vagónce

V roce 1854 založil Johann Weitzer, který byl v učení na podkováře a kováře, ve Štýrském Hradce se třemi společníky vlastní firmu, která podnikala v oblastech kovářství, zámečnictví, tesařství a natěračství. Roku 1861 postavil novou továrnu se slévárnou, která fungovala pod názvem Wagen- und Waggonfabrik, Eisen- und Metallgießerei Joh. Weitzer. Dodávala jednak železné zboží, jednak také fungovala jako vagónka. O devět let později byl podnik transformován na akciovou společnost, která se od roku 1879 jmenovala k.k. priv. Wagen- und Waggonfabrik, od roku 1895 Grazer Wagen- und Waggonfabrik AG vorm. Joh. Weitzer a přibližně od roku 1900 nesla název Grazer Waggon- & Maschinen-Fabriks-Aktiengesellschaft vorm. Joh. Weitzer. Sám Weitzer zemřel roku 1902.
Štýrskohradecká vagónka se v roce 1934 stala součástí vagónky v Simmeringu. Roku 1939 byl název společnosti změněn na Grazer Maschinen- und Waggonbau-Aktiengesellschaft a v roce 1941 se štýrskohradecká vagónka spojila se simmeringskou do společnosti Simmering-Graz-Pauker.